# Майбулак (Казыгуртский район)
Майбулак (каз. Майбұлақ) — село в Казыгуртском районе Туркестанской области Казахстана. Входит в состав Кокебельского сельского округа. Находится примерно в 38 км к северо-востоку от районного центра, села Казыгурт. Код КАТО — 514037600.

## Население
В 1999 году население села составляло 1095 человек (566 мужчин и 529 женщин). По данным переписи 2009 года, в селе проживало 1238 человек (681 мужчина и 557 женщин).